# تیرا دل فوئگو (فیلم)
«تیرا دل فوئگو» (اسپانیایی: Tierra del fuego‎) یک فیلم به کارگردانی میگل لیتین است که در سال ۲۰۰۰ منتشر شد. از بازیگران آن می‌توان به خورخه پروگوریا و اورنلا موتی اشاره کرد.